# Герзмава Хібла Леварсівна
Хібла Леварсівна Герзмава (абх. Хьыбла Леуарса-иҧҳа Гьырзмаа; нар.. 6 січня 1970, Піцунда) — російська оперна співачка (сопрано) абхазького походження. Солістка Московського музичного театру імені Станіславського і Немировича-Данченка з 1995 року.
Народна артистка Росії (2012). Народна артистка Абхазії (2006).
Світову популярність Герзмаві принесли виступи в Маріїнському театрі, Лондонській Королівській опері «Ковент-Гарден», Метрополітен-опера, Віденській державній опері, Римській опері, паризькій Гранд Опера та інших найбільших сценічних майданчиках.

## Життєпис
Хібла Герзмава народилася 6 січня 1970 року в абхазькому курортному місті Піцунді в родині перекладача німецької мови — гіда «Інтуриста» — і старшого адміністратора пансіонату «Піцунда». Абхазькою її ім'я Хібла означає «золотоока», прізвище Герзмава означає «вовк», «вовчиця». Батько привіз трирічній Хіблі з Німеччини піаніно. З дитинства співала і грала на роялі. Дівчинка виросла біля Піцундського православного собору, де звучала органна музика. Свою артистичну стихію вперше відчула в юності, коли в піцундському Курортному залі виступав абхазький ансамбль пісні і танцю " Шаратин ", сильне враження на Хіблу справили також виступи скрипальки Ліани Ісакадзе.
Рано, в 16 і 18 років, залишилася без батьків, що вплинуло на світогляд і вибір співочої професії. Навчалася в музичній школі в Гаграх. Закінчила Сухумське музичне училище по класу фортепіано, мріяла стати органісткою. Її викладачами в Сухумі були Карлен Яврян і Жозефіна Бумбуріді.
У 1989 році вступила і в 1994 році закінчила Московську консерваторію (вокальний факультет, педагоги — професор Ірина Масленнікова, професор Є. М. Ареф'єва), в 1996 році — асистентуру-стажування при Московській консерваторії у Ірини Масленнікової. Три роки факультативно займалася також в класі органу, освоївши складний інструмент.
Вперше звернула на себе увагу за кордоном в 1993 році на конкурсі «Вердіївські голосу» в Буссето, де отримала третю премію. Через рік на конкурсах імені М. А. Римського-Корсакова в Санкт-Петербурзі і Віньяса в Іспанії посіла другі місця. Великий успіх в студентські роки прийшов до співачки на Х Міжнародному конкурсі імені П. І. Чайковського в Москві в 1994 році, де Герзмава, виконавши у фіналі арії Розіни і Снігуроньки, завоювала Гран-прі .
З 1995 року Хібла Герзмава солістка Московського музичного театру імені К. С. Станіславського і Вол. І. Немировича-Данченка .
Після народження сина в 1999 році голос Герзмави став ще м'якше і ліричніше, звучання його — менш уплощеним, зникла дрібна тремоляція, яка часом заважала співачці. Голос Хібли, яка в своїй творчості віддавала данину романтизму, остаточно сформувався як лірико-колоратурне сопрано, зі зростаючим акцентом на «лірику» .
У 2001 році організувала в Абхазії щорічний музичний фестиваль «Хібла Герзмава запрошує…». Ведучим фестивалю багато років був музикознавець Святослав Белза. У 2014 році фестиваль переїхав до Москви. У 2019 фестиваль пройшов у Сухумі, вперше на стадіоні «Динамо». Концерт відвідав президент республіки Рауль Хаджимба .
У 2008 році Герзмава отримала запрошення до Большого театру, проте відмовилася через часті гастролі по всьому світу .
23 лютого 2014 року взяла участь в Церемонії закриття зимових Олімпійських ігор в Сочі: виконала Олімпійський вальс, рухаючись повітряним океаном у кораблі «Вісник весни» .
Неодноразово виступала на концертах перед офіційними делегаціями та високими гостями в Кремлі на особисте запрошення Володимира Путіна .
20 січня 2015 року в Нью-Йоркському театрі «Метрополітен-опера» відбулися презентація компакт-дисків «Вокальные циклы и романсы русских композиторов» та «Хибла Герзмава, сопрано», а також вінілової платівки із записами співачки. Потім для американських шанувальників своєї творчості Хібла влаштувала автограф-сесію. Подібний захід на честь російського артиста в «Метрополітен-опера» пройшов уперше. Зиму 2015 року Герзмава провела в США, в січні і лютому вона співала в «Метрополітен-опера» партію Антонії в опері Оффенбаха «Казки Гофмана» .
З 22 лютого 2015 року по 24 травня 2015 року Хібла Герзмава була членом журі третього сезону шоу « Один в один!» на каналі Росія-1 .
У 2016 році дала серію благодійних концертів в Німеччині, присвячену жертвам терористичних актів .

## Творчість
Хібла Герзмава пиконує провідні партії в постановках Московського музичного театру імені К. С. Станіславського і Вол. І. Немировича-Данченка . Серед них:
- Людмила («Руслан і Людмила» Глінки)
- Царівна-Лебідь ("Казка про царя Салтана" Римського-Корсакова)
- Шемаханська цариця ("Золотий півник" Римського-Корсакова)
- Луїза («Заручини в монастирі» Прокоф'єва)
- Розіна ("Севільський цирульник" Россіні)
- Адіна ("Любовний напій" Доніцетті)
- Віолетта Валері ("Травіата" Верді)
- Мімі і Мюзетта ("Богема" Пуччіні)
- Мавка («Дафна» М. да Гальяно)
- Адель ("Кажан" Й. Штрауса)
- Лючія ("Лючія ді Ламмермур" Доніцетті)
- Донна Анна (Дон Жуан, Моцарт)
- Олімпія, Антонія, Джульєтта (Казки Гофмана, Оффенбах)
- Вителлия (Милосердя Тита, Моцарт)
- Лю (Турандот, Пуччіні)
- Амелія Грімальді (Симон Бокканегра, Верді)
- Медея (Медея, Керубіні)
- Леонора (Сила долі, Верді)
- Дездемона (Отелло, Верді)
- Леонора (Трубадур, Верді)

За час своєї кар'єри Герзмава виступала на сценах Маріїнського театру в Санкт-Петербурзі, Театру Коммунале у Флоренції, Метрополітен Опера в Нью-Йорку, Ковент-Гарден у Лондоні, Віденської державної опери, Гранд Театро де Лісі в Барселоні, Софійської національної опери в Болгарії, театру Єлисейських полів в Парижі, Палау де ліз Арт королеви Софії в Валенсії та інших майданчиках. Брала участь в гастролях Музичного театру ім. К. С. Станіславського і В. І. Немировича-Данченка в Південній Кореї і США. Виступала на Людвігсбурзькому фестивалі в Німеччині. Гастролювала з концертними програмами в Швеції, Франції, Голландії, Великій Британії, Австрії, Бельгії, Іспанії, Греції, США, Японії, Туреччини .
У 2008 році Герзмава взяла участь в IV щорічному міжнародному музичному фестивалі " Crescendo " . У 2008 році вона виконала партію Тетяни в опері П. Чайковського " Євгеній Онєгін " на сцені Королівського оперного театру Лондона «Ковент-Гарден» (Royal Opera House), а в 2009 році там же заспівала партію Мімі в постановці «Богеми» Дж. Пуччіні. У 2010 році Хібла дебютувала в Метрополітен-опера в Нью-Йорку, виконавши там складну партію Антонії в опері Жака Оффенбаха " Казки Гофмана ". Це єдина в світовому репертуарі вистава, де сопрано може співати чотирма різними голосами в рамках однієї опери. Нині лише дві співачки в світі співають всі чотири партії: крім Герзмави ще Діана Дамрау. Театр Метрополітен-опера продовжує співпрацю з Хіблою. Герзмава репетирує партію Дездемони в «Отелло», Медеї в «Медеї» та багато нових інших.
Восени 2011 року виконала партію Мімі в " Богемі " Пуччіні, яку Герзмава співала і влітку 2011 року в Римській опері. У лютому 2011 року відбувся її дебют в партії Лю в опері Дж. Пуччіні «Турандот» на сцені токійського NHK Hall (диригент Валерій Гергієв).
У 2012 році співачка вийшла на сцену Ковент Гардена з новою партією: Донна Анна в «Дон Жуані» Моцарта. Восени Хібла повернулася до Метрополітен-опера, щоб виконати партію Лю в опері «Турандот» Пуччіні, з якої вона дебютувала на гастролях Маріїнського театру в токійському NHK-холі в 2011 році, і вперше вийшла на сцену Віденської державної опери в «Милосердя Тита» Моцарта. Вельми складну партію Вітелія в цьому творі Моцарта з притаманними їй речитативами, тривалими аріями, великим вокальним діапазоном Хібла виконала також в «Гранд-опера» у Франції.
У 2013 році репертуар Хібли поповнився ще однією партією. Герзмава вийшла на сцену Королівського оперного театру Ковент Гарден в ролі Амелії Грімальді з опери Дж. Верді «Симон Бокканегра» . Партнерами Хібла були Томас Хемпсон і Ферруччо Фурланетто, спектакль йшов під керуванням головного диригента театру Антоніо Паппано . У квітні 2013 року в Великому залі Московської консерваторії в сольному концерті Герзмава виконала романси П. І. Чайковського в супроводі оркестру під керуванням диригента, народного артиста СРСР Юрія Симонова .
Співачка багато років плідно працювала з режисером Олександром Тітельем. Співпрацює також із Володимиром Співаковим, Національним філармонічним оркестром Росії і «Віртуозами Москви», Денисом Мацуєвим, Миколою Луганським, А. Рудіним та оркестром Musica Viva, В. Гергієвим, В. Федосєєвим, А. Лазарєвим, М. Плетньовим, В. Синайським, Ю. Башметом та Л. Маазелем.
Записала ряд компакт-дисків: Ave Maria, «Хибла Герзмава исполняет русские романсы», «Восточные романсы Хиблы Герзмава». Для японської компанії Герзмава записала кілька російських програм, цикли романсів Н.Мясковського, М.Іпполітова-Іванова. Всі записи камерної музики зроблені разом з давнім акомпаніатором Хібли, піаністкою Катериною Ганеліною. 14 жовтня 2013 року в Светлановському залі Московського міжнародного будинку музики записала (за участю баритона Арсена Согомоняна) концерт з творів Моцарта, Верді, Россіні, Доніцетті, Белліні, Ріхарда Штрауса спільно з Національним філармонічним оркестром Росії під керуванням Володимира Співакова .
Герзмава бере участь не лише в класичних, але і в сучасних виставах, проте тільки в тих, «де є смак, і на сцені не переходять межу театральної умовності». Абхазькі пісні за кордоном виконує в концертах на біс. Найбільш вимоглива, компетентна в опері публіка, за оцінками Герзмави, збирається на її спектаклях у Москві і Нью-Йорку .

## Критика
Сергій Коробков в Петербурзькому театральному журналі (№ 2 — 2013) відзначав, що колоратура Герзмави — «свого роду театральне переживання, поетична рима, емоційний „край“ драматургічного розвитку образу», а її belcanto, зачаровує відтінками і штрихами, сьогодні робить співачку затребуваною в усьому світі.
Анастасія Архипова (OperaNews. Ru) звертає увагу на ліризм, молитовну тональність і чарівну солов'їну трепетність колоратури Герзмави, яка прагне розсунути нижні межі власного голосу, наситити його драматичної фарбою.
Петро Поспєлов у Відомостях зазначає підкупливу щирість, почуття і вокальний блиск Хібли в опері Оффенбаха « Казки Гофмана». Журнал «Vogue» називає Герзмаву оперною співачкою нового типу, «коли важливий не лише голос, але і шоу, блиск діамантів, витонченість руху по сцені, акторська гра».
Директор музичного департаменту Метрополітен-опера Крег Рутенберг відзначає розум і театральність Герзмави та її незвичайний голос, що обволікає слухача «як синій оксамит» .
Співачка стала учасницею неприємного інциденту 16 грудня 2016 року, коли перед матчем другого туру Кубка Першого каналу з хокею між збірними Росії і Чехії забула слова гімну Росії, зробила кілька помилок і просила виконати гімн спочатку, проте організатори не дали такої можливості артистці. Наступного дня Федерація хокею Росії та її президент Владислав Третьяк принесли Герзмаві вибачення за технічні неполадки, що трапилися під час виконання гімну Росії і наступні «несправедливі оцінки в пресі». За словами Третяка, стався технічний збій: музика гімну була запущена із запізненням, потім мали місце проблеми з мікрофоном .

## Джаз
Джаз є давньою і постійної пристрастю Хібли, вона тяжіє до експериментів в стилі кросовер — синтезу різних музичних жанрів і стилів, поєднання класики і джазу. Великими подіями для меломанів стали концерти Герзмави з джазовим тріо піаніста Данила Крамера "Опера. Джаз. Блюз ". Програма оновлюється кожні півроку, концерти відбулися в Москві, Сочі, інших містах Росії, Відні, Лондоні, Единбурзі. Одним з найулюбленіших партнерів Хібли в світі джазу був Георгій Гаранян. Разом з басистом Андрієм Івановим і ударником Дмитром Севостьяновим Герзмава проводить щорічний джазовий фестиваль у Піцунді, в його рамках традиційно проходить концерт «Нові абхазькі імена». У джазовій обробці Якова Окуня Хібла виконувала абхазьку народну «Песню о скале» .

## Імідж
Герзмава має репутацію однієї з найстильніших і елегантних жінок російської оперної сцени. Часто співачка сама підбирає собі костюми для виступів, вважаючи, що артистка має з'явитися перед глядачами в найдорожчому, вишуканому вбранні. Концертні сукні Хібла підбирає з трохи завищеною талією . У студентські роки, готуючись до професійної кар'єри, як зізнається сам, схудла на 25 кг. Нині з Хіблою постійно працює команда стилістів, які займаються костюмом, зачіскою, макіяжем .

## Родина
Хібла Герзмава в розлученні, у неї є син Сандро (народився в березні 1999 року), співав у дитячому хорі Московського музичного театру імені Станіславського і Немировича-Данченка .
У Хібли є молодший брат Лорец, у нього двоє племінників. Брат закінчив Московський державний інститут міжнародних відносин (МДІМВ) та Сорбоннський університет, одружився з французькою піаністкою, грає на роялі джаз. Живе в Парижі і Абхазії.
Родовий маєток Герзмави знаходиться в селі Дуріпш Гудаутського району Абхазії, де поховані її батьки та у великому будинку влітку збирається її численна родина.

## Друзі
Багато років Герзмава товаришувала з письменником Фазілем Іскандером, улюблений її роман — " Сандро з Чегема " .Товаришує з колегами по сцені (наприклад, з Володимиром Співаковим), товаришувала також із вже померлими Зурабом Соткилаваою, Оленою Образцовою, Галиною Вишневськоїю, Святославом Белзою.
Технічним організатором і спонсором фестивалю в Піцунді був один і земляків співачки, гендиректор керуючої компанії «ФОНД ЮГ» Андрій Дудко. В організації концертної діяльності їй допомагають меценати, підприємець Рашид Сардар і винороб Микола Ачба. За участю друзів, меценатів і колег Хібла влаштовує благодійні акції в Абхазії — матеріально підтримує оркестр, музичне училище, дитячий будинок, будинок-інтернат та музеї, допомагає молодим обдарованим виконавцям .

## Громадська позиція
Незважаючи на те, що Хібла завжди уникала політики, про свою батьківщину, що самопроголосила себе, вона одного разу сказала: «Абхазія втомилася боятися і мужньо скинула з себе кайдани страху». Теплі дружні стосунки пов'язували Герзмаву з трьома абхазькими президентами — Владиславом Ардзінбою, Сергієм Багапшем, Олександром Анквабом .
1 березня 2014 року підписала звернення діячів культури Росії на підтримку політики Президента РФ В. В. Путіна з незаконної окупації українського Криму .

## Звання та премії
- 1993 — Конкурс «Voci Verdiani» (Італія), 3-тя премія
- 1994 — Міжнародний конкурс вокалістів імені Франсиско Віньяса (Барселона), 2-га премія
- 1994 — Міжнародний конкурс вокалістів імені М. А. Римського-Корсакова (Санкт-Петербург), 2-га премія
- 1994 — X Міжнародний конкурс імені П. І. Чайковського (Москва), гран-прі
- 2001 — Театральна премія " Золотий Орфей " в номінації «Найкраща співачка»
- 2006 — Заслужена артистка Росії
- 2006 — Народна артистка Республіки Абхазія
- 2010 — Національна театральна премія " Золота Маска "[27] в номінації «Найкраща жіноча роль»
- 2010 — Премія «Casta Diva» в номінації «Найкраща оперна співачка»
- 2010 — премія «Тріумф»[28]
- 2012 — Народна артистка Російської Федерації